# Karl Ludwig Hencke

De tio första upptäckta asteroiderna, jämförda med Månens storlek. Astraea och Hebe är nummer 5 och 6 från vänster.

Karl Ludwig Hencke, född 8 april 1793 i Driesen i Preussen, död 21 september 1866 i Marienwerder, var en tysk amatörastronom och posttjänsteman. Han är framförallt känd som upptäckare av asteroiderna 5 Astraea och 6 Hebe.
| Asteroider upptäckta av Hencke | Asteroider upptäckta av Hencke |
| ------------------------------ | ------------------------------ |
| 5 Astraea                      | 8 december 1845                |
| 6 Hebe                         | 1 juli 1847                    |

## Biografi
Hencke deltog som ung frivillig i tyska frihetskriget och blev sårad vid det andra slaget vid Lützen 1813, var sedan posttjänsteman på olika ställen i Preussen och blev slutligen postmästare i Friedeberg i Neumark. Av hälsoskäl pensionerades han från posten 1837 och levde därefter i sin födelsestad Driesen, där han blev rådman. Han avled under en resa.
I all stillhet ägnade han sig under 20 år ivrigt åt studiet av himlen, och hans outtröttligt hängivna arbete kröntes med framgång, då han natten till 8 december 1845 upptäckte en ny asteroid, som fick namnet Astræa, och sommaren 1847 en annan småplanet, som gavs namnet Hebe av Carl Friedrich Gauss. Dessa var de första asteroider som upptäckts på 38 år, vilket gav upphov till ett nytt intresse för asteroider internationellt och föranledde många ytterligare upptäckter. Han upptäckte även flera variabla stjärnor och utarbetade detaljerade stjärnkartor, som efter hans död tillföll Preussiska vetenskapsakademin i Berlin. 

## Utmärkelser
Hencke tilldelades Lalandepriset av Franska vetenskapsakademien 1845 och 1847.

## Eftermäle
Asteroiden 2005 Hencke, även kallad (1973 RA), är uppkallad efter honom.